# Нитисири, Чайкасем
Чайкасем Нитисири (тайск. ชัยเกษม นิติสิริ; род. 26 августа 1948, Бангкок) — тайский политический деятель. Ранее был министром юстиции в кабинетах Йинглак Чиннават и Ниваттхумронга Бунсонгпайсана с 2013 года до своей отставки в результате военного переворота 2014 года, а также занимал пост Генерального прокурора (2007–2009). Нитисири является ключевым членом партии «Пхыа Тхаи» и был одним из кандидатов на пост премьер-министра от партии в 2019 и 2023 годах.

## Биография

### Ранние годы
Чайкасем Нитисири начал получать начальное и среднее образование в колледже Эсампшэн, а затем перевелся в школу Триам Удом Сукса. Далее получил степень бакалавра на факультете политологии в Университете Чулалонгкорна. С помощью правительственной стипендии он продолжил обучение в Колумбийском университете и получил степень магистра права. 

### Карьера
Нитисири был принят в коллегию адвокатов Ассоциацией адвокатов Таиланда и начал свою карьеру в качестве помощника государственного прокурора. Он неуклонно преуспевал в своей юридической карьере до выхода на пенсию с должности Генерального прокурора Таиланда в 2009 году, а также внештатного профессора на юридическом факультете Университета Чулалонгкорна.
Нитисири начал свою карьеру в качестве помощника прокурора в Отделе судебных разбирательств провинции Самутсакхон, пока его не повысили до должности Генерального директора прокуротуры по интеллектуальной собственности и международным торговым спорам в провинции Пхукет.
30 июля 2009 года Чайкасем Нитисири был назначен королевским указом профессором юридического факультета Университета Чулалонгкорна. В период с 2011 по 2012 год он занимал различные должности в правительстве Йинглак Чиннават, такие как председатель Комиссии по ценным бумагам и биржам, председатель Департамента специальных расследований и председатель PTT Exploration and Production.

### Политическая карьера
С 30 июня 2013 по 22 мая 2014 года занимал должность министра юстиции в кабинете Йинглак Чиннават. На парламентских выборах 2014 года он баллотировался по партийным спискам «Пхыа Тхаи» под номером 5, однако эти выборы были признаны недействительными решением Конституционного Суда.
22 мая 2014 года после отставки премьер-министра Йинглак Чиннават, главнокомандующий армией объявил военное положение по всему королевству, а Нитисири было поручено возглавить правительственную делегацию для переговоров по решению политического кризиса. Однако переговоры не привели к соглашению, после чего Чайкасем Нитисири заявил, что временный кабинет не уйдёт в отставку. В ответ на это генерал Прают Чан-Оча в 16:30 заявил о захвате власти.
На парламентских выборах 2019 года Чайкасем Нитисири был выдвинут партией «Пхыа Тхаи» на пост премьер-министра вместе с Сударат Кейурафан и Чатчатом Ситтипаном, а также баллотировался как кандидат в депутаты по партийному списку под номером 3, но не был избран, так как его партия получила больше депутатов, чем разрешено конституцией. На парламентских выборах 2023 года он был снова выдвинут на пост премьер-министра вместе с Пэтонгтарн Чинават и Сеттхой Тхависином и баллотировался как кандидат в депутаты по партийному списку под номером 10. В результате был избран, но 11 октября 2023 года ушёл в отставку с должности члена Палаты представителей. 16 октября он был назначен советником премьер-министра Сеттхи Тхависина.
14 августа 2024 года премьер-министр Сеттха Тхависин был отстранён от должности Конституционным судом, поэтому коалиционные партии должны были решить, кого они выдвинут на пост следующего премьер-министра, на основе списка кандидатов, представленного к выборам 2023 года. Чайкасем Нитисири оставался в этом списке, однако считался возрастным кандидатом, имеющим проблемы со здоровьем. Вечером 14 августа руководство коалиционных партий собралось в резиденции теневого руководителя «Пхыа Тхаи» Таксина Чиннавата, где было решено выдвинуть Нитисири в качестве кандидата в премьер-министры. Сам политик подтвердил свою готовность стать следующим премьер-министром, опровергнув сообщения о состоянии своего здоровья. Однако уже утром 15 августа стало известно, о противодействии его выдвижению со стороны коалиционных партий и части депутатов от «Пхыа Тхаи». В качестве главной причины называлась поддержка Чайкасемом Нитисири внесения смягчающих поправок в закон об оскорблении его величества, во время работы на посту руководителем стратегии партии «Пхыа Тхаи». В результате коалиция приняла решение выдвинуть в премьер-министры дочь Таксина Чиннавата — Пэтонгтарн Чинават.

## Личная жизнь
Женат на Ампорн Нитисири.

### Состояние здоровья
В мае 2023 года во время предвыборной кампании у Нитисири случился инсульт, после чего он три месяца проходил реабилитацию.